# Aquarama
Aquarama es un parque acuático abierto en 1986, localizado en Benicasim, en la provincia de Castellón, Comunidad Valenciana, España. El parque cuenta con 17 atracciones, entre ellas el décimo tobogán de agua más alto del mundo, llamado El Salto del Diablo, junto con The Beast, en Western Park, de 30 metros de altura, y además es el más inclinado de Europa.
El parque cuenta con atracciones para todas las edades y dos horarios de entrada: día completo de Mañana (de 11 a 19hrs) y de tarde (de 15 a 19hrs).

Además, ofrece un completo servicio de restauración, contando con sus célebres gofres artesanales amén de una oferta gastronómica variada y adecuada a un parque acuático.

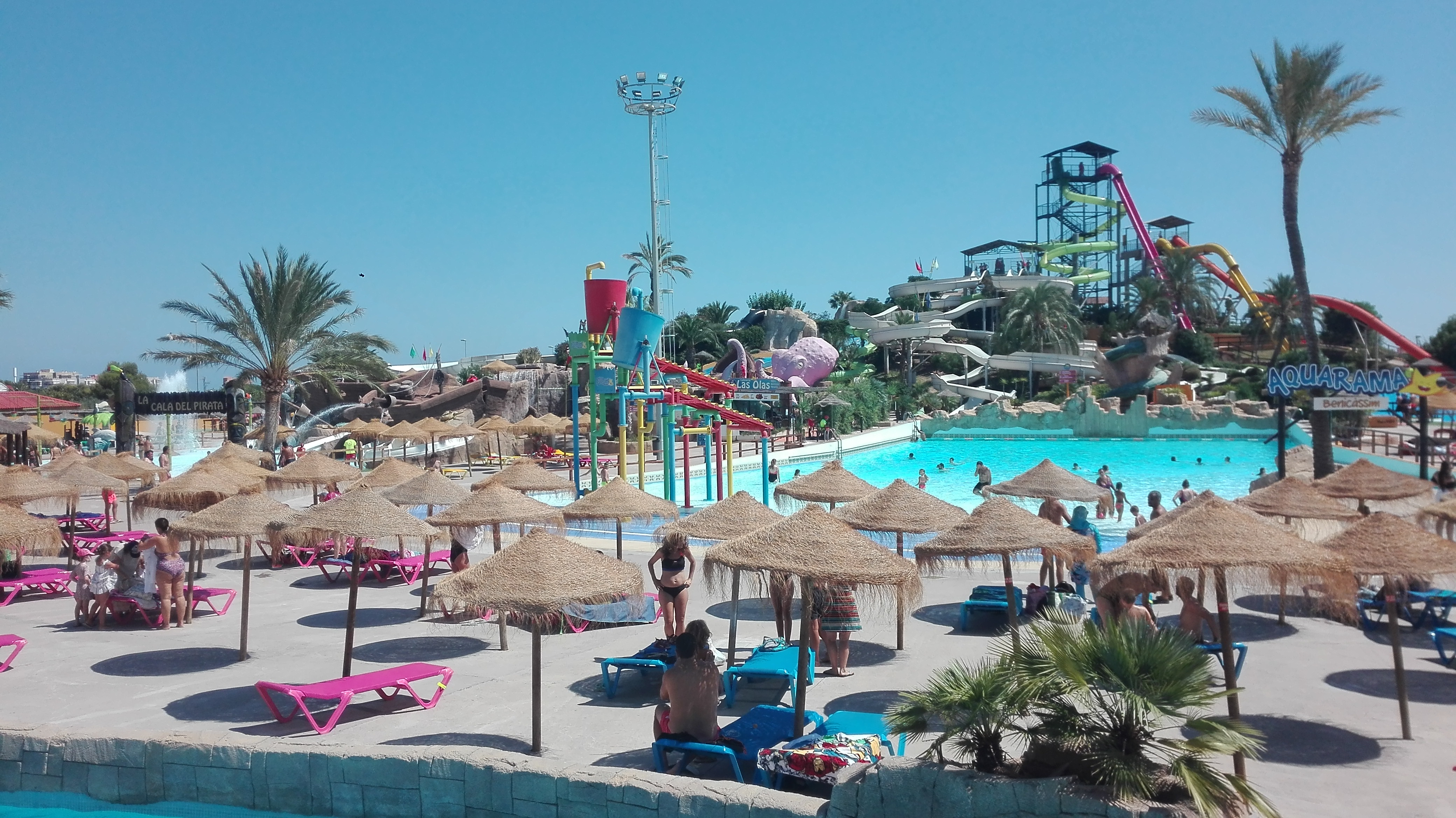
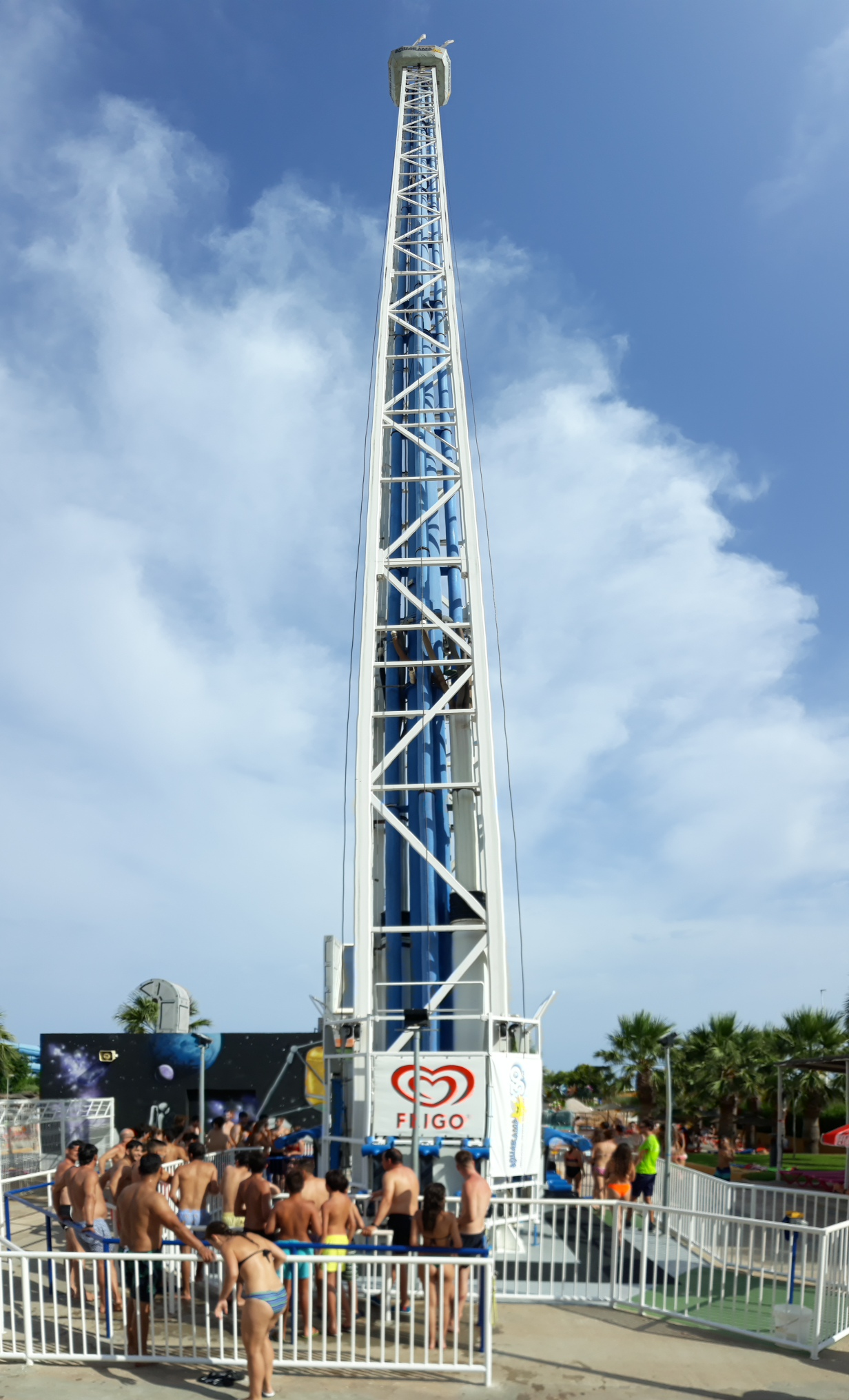